# Banovac
 Ovo je glavno značenje pojma Banovac. Za druga značenja pogledajte Banovac (razdvojba).
Banovac je naziv za prvi hrvatski novac kovan u Pakracu i Zagrebu otprilike u razdoblju od 1235. do 1384. godine.
Godine 1256. Pakrac je imao povlasticu kovanja novca. Smatra se da je to ujedno prva kovnica novca u Hrvata. MONETA REGIS P(ro) SCLAVONIA, naš banovac, je srebrni novac na kojemu je na prednjoj strani kuna u trku, a na naličju patrijarhalni (dvostruki) križ s dvjema okrunjenim glavama. Bio je najljepša i najcjenjenija od svih hrvatskih kovanica te prihvaćen kao stabilno platežno sredstvo i izvan područja za koje je prvobitno namijenjen. 

## Povijest
Uz dubrovačke srebrnjake najkvalitetnija i najraširenija hrvatska srednjovjekovna autohtona moneta, poznata i priznata kao zdrava i stabilna srebrna valuta u mnogim europskim zemljama, bila je »moneta banalis« — slavonski banovac, koji je kovan u 13. i 14. stoljeću u kovnicama u Pakracu (od 1237. do 1260.) a zatim u Zagrebu od 1260. do 1384. kao »denarius zagrabiensis«. Ona je temelj velikog ugleda i doprinosa hrvatskoga kovničarstva europskoj i svjetskoj povijesti novčarstva jer su banovci kovani u postojanoj vrhunskoj finoći srebra i kvaliteti kovanja, tako da su u toj epohi bili jedna od vrhunskih europskih moneta. On je bio djelo hrvatskih umjetnika i kovničara, a zbog državne zajednice Hrvata s Mađarima nosio je zajedničke oznake — uz hrvatsko državno znakovlje tu su bili ugarski kraljevski simboli. Banovci su zbog čistoće srebra i lijepe izrade već u 13. stoljeću postali »europski novac« i bili rabljeni u međunarodnoj trgovini za sva plaćanja diljem srednje Europe. Zbog ugleda kovničarske tradicije i zaštite kvalitete banovci su imali svoju posebnu slavonsku marku od otprilike 238 g (poslije 224,5 g) srebra iz koje se kovalo 5 penza od po 40 banovaca ili ukupno 200 banovaca (denara) ili 400 obola odnosno 1000 groša ili 2400 sitnih srebrnih bagatina. Da bi zaštitili kvalitetu banovca, srednjovjekovni hrvatski banovi i hercezi uvodili su vrlo stroge kovničke propise o kontroli kvalitete novca, često su se koristili i prekivanjem novca (renovatio monetarum) uz kompletnu zamjenu novčane mase. To je omogućavalo i otkrivanje krivotvoritelja, što se vidi iz sačuvane sudske dokumentacije.

## Vanjske poveznice
- Povijest hrvatskog novca
- "Banovac, 750 godina"  Arhivirana inačica izvorne stranice od 22. lipnja 2006. (Wayback Machine)
- Ćiro Truhelka: Slavonski banovci, 1897.

 Arhivirana inačica izvorne stranice od 22. lipnja 2006. (Wayback Machine) na Službenim internetskim stranicama grada Pakraca